# خان بير يونس
خان بئر يونس 
وعرف باسم خان بير النص ويسميه الاتراك اورته خان. ويقع على طريق بغداد-الحلة ويأتي بعد خان المحمودية.
ومر به عبد الله بن علي المشعشعي المتوفى (1135 ه‍ /1723م)، خلال رحلته إلى الحج، وذكره في مخطوطته (الرحلة المكية) وسماه (خان بير النصف) مسترسلاً بالقول:ثم ليلة الأحد ثامن وعشرين منه (1124ه‍) ركبنا بعد صلاة المغرب واتينا (خان بير النصف) قبل نصف الليل والماء واحد والنزول واحد سوى شراب الروس(الدواب) يؤتى كخان زاد من الدجله ولبير النصف أيضًا بير ومن الإسكندرية ماء نهر الفرات ثم وقت العصر شلنا منه..أه‍).
```
كما يسرد الرحالة 
هنري سوينسون كاوبر
 الذي مر بهذا الخان سنة 1892م، فيقول: تركنا خان المحمودية وقمنا برحلة دامت ساعة وثلاثة أرباع الساعة حتى وصلنا خان كبير آخر غير مستخدم يدعى بيرونوص (بيرُ النُص) أو كما يقول البعض خان بير يونس وهو البئر الذي يُقال إن النبي يونس استراح عنده.
```

أما صحة هذه المعلومة فلا أجزم بها، لكن يُنطق الاسم وكأنه كلمة واحدة — بيرونوص (بيرُ النُص) . وفي عام 1827م، مر به الرحالة جيمس سلك بكنغهام وكما يقول: إن خان بير يونس يطلق عليه الاتراك (اورته خان) وتعني خان النص, ولكن العرب يسمونه خان بير يونس. وعليه فإن الاسم الأول (اورته خان- خان النص) أطلق عليه كون الخان يقع في منتصف الطريق بين الحلة وبغداد، أما الاسم الأخير (خان بير يونس) فقد أطلق عليه نسبة إلى بئر يقال أن النبي يونان (يونس) شرب منه أثناء رحلته من نينوى.
أما كلوديوس جيمس ريج الذي وصله عام 1811م فيذكر: ان الخان الواقع بين بغداد والحلة لا يسمى خان بير يونس أو بئر يونس، بل (Bir-un-nous بير النص) (خطأ في لفظ نصف)، ويقصد (اللفظ الصحيح nous نص) أي بئر نصف الطريق.
وكان الرحالة بيدرو تكسيرا الذي زار المنطقة عام 1605م، ذكر انه قد وصل خان بير يونس حيث قال:انطلقنا بنفس السرعة فوصلنا إلى خان آخر يُدعى "خان بيرونوص" (خان بيرُ النُص)، أي "دار منتصف الطريق"، إذ يقع في منتصف الطريق بين النهرين. إنه مبنى فخم، قوي وواسع، وكان يرابط فيه عشرة أو اثنا عشر شخصاً تركياً مع أحصنتهم بانتظام لمساعدة المسافرين. في مقابله خان آخر قديم، تلجأ إليه بعض العائلات الفقيرة، التي تملك بعض الحقول حوله. فيه بعض آبار المياه العذبة التي يستخدمها هؤلاء، ويستخدمها القوافل والمسافرون، لعدم وجود غيرهم في ذلك المكان. على بُعد طلقة بندقية، يوجد خان آخر أو "كاروانسيرو"، قديم ومتهدم.